# Linha Bière-Apples-Morges
A Linha Bière-Apples-Morges (BAM), é uma linha de caminho de ferro  Suíça , de 30 km a via única, de bitola métrica, que liga a estação de Morges a Bière via Aples, e que tem uma linha secundário de Apple a l'Isle.
A BAM faz parte dos Transportes da região Morges-Bière-Cossonay, a MBC, que além desta linha de ferro também faz os transportes públicos de Morges e redondezas (TPM), e inclui desde Janeiro de 2012  o funicular de 1,2 km que liga a estação à localidade de Cossonay.

## História
No início a linha foi profundamente influenciada pela existência do aquartelamento de Bière que necessitava o transporte das tropas, de material e de equipamento. Desde 1875 as reuniões tentam definir o trajecto até porque era questão de fazer uma linha ao longo do Jura que ligaria Nyon a Yverdon-les-Bains, passando por Orbe, l'Isle, Montricher,  Bière,  Gimel, e Genolier.
Independentemente do transporte militar, também havia a necessidade, numa zona muito florestal, do transporte da madeira até às margens do Lago Lemano, e assim se impôs a ligação Morges-Bièrre.
A linha definitiva deu origem a um estudo aprofundado do traçado e assim não tem nenhuma curva com um raio inferior a 100 m, e onde o declive seja superior a 3,5 %. A inauguração teve lugar a 29 de Junho de 1895, mas a exploração nessa altura foi confiada aos Caminhos de ferro Jura-Simplon (JS), que aliás explorava a quase totalidade das linhas do Oeste da Suíça. Foi quando a JS se juntou a outras companhias ferroviárias para formar em 1902 os Caminhos de Ferro Federais, os CFF, e foi esta nova companhia se encarregou da exploração.
Foi só em Janeiro de 1916 que a BAM começou a explorar a linha por conta própria, e a companhia teve tal sucesso que mesmo em plena guerra fazia benefícios. Foi a penúria do carvão que incentivou a electrificação da linha em 1939.

## Datas
- 1895 - inauguração a 29 de Junho, e explorado pela JS
- 1896 - abertura de Apples-l'Isle
- 1899 - a linha Apples-l'Isle é integrada à BAM
- 1902 - os CFF começam a explorar a linha
- 1943 - electrificação Apples-l'Isle

## Curiosidades
A BAM faz jornadas turísticas Apples-l'Isle que incluem o trajecto numa carruagem restaurante de 1925, e uma refeição regional